# Raphael Warnock
Raphael Gamaliel Warnock (Savannah, 1969. július 23. –) amerikai lelkész és politikus, Georgia állam szenátora 2021 óta. A Demokrata Párt tagja, 2021. január 20-án iktatták be hivatalába.
Aktivistaként lett ismert Georgiában, mikor a Medicaid mellett kampányolt. A 2020-21-es georgiai választáson legyőzte Kelly Loeffler szenátort. Ugyanezen a választáson Jon Ossoff is győzelmet aratott republikánus ellenfelével szemben, amelynek köszönhetően a Demokrata Párt többséget nyert el a Szenátusban a 117. kongresszus alatt. 2000 óta ők ketten az első demokraták, akiket ezen pozíciókba választottak az államból. 
Warnock az első afroamerikai, aki Georgiát képviseli a Szenátusban, illetve az első afroamerikai demokrata, akit a Konföderáció korábbi államaiból a Szenátusba választottak.

## Karrierje

### Politikai aktivizmus
Warnock a Medicaid melletti kampánya közben lett ismert az államban. 2014 márciusában letartóztatták a reform melletti tüntetés közben Georgia parlamenti épületénél. 2015-ben gondolkozott az induláson az állam szenátorának Johnny Isakson ellen, de végül nem tette.
2017 júniusától 2020 januárjáig Warnock vezette az Új Georgia Projektet.
Támogatója a melegházasságnak, ellenzője a halálbüntetésnek. 2011-ben kampányolt Troy Davis kivégzése ellen, akit egy rendőr meggyilkolásáért ítéltek halálra, annak ellenére, hogy volt bizonyíték ártatlanságára.

### A Szenátusban
2020 januárjában döntötte el, hogy indul a 2020-as rendkívüli választáson a székért, amelyet az időben Kelly Loeffler töltött be Isakson lemondása óta. Chuck Schumer, Cory Booker, Sherrod Brown, Kirsten Gillibrand, Jeff Merkley, Chris Murphy, Bernie Sanders, Brian Schatz, Elizabeth Warren, Stacey Abrams, Barack Obama és Jimmy Carter is támogatta.
A január 5-i választáson Warnock legyőzte Loefflert a szavazatok 51%-ának megszerzésével. Georgia első afroamerikai szenátora lett. Január 19-én lett hivatalos a választás eredménye. 2021. január 20-án Kamala Harris alelnök iktatta be Warnockot a 117. kongresszusba.

## Választási eredmények

### Szenátus
| Párt     | Jelölt                       | Szavazatok | %     |
| -------- | ---------------------------- | ---------- | ----- |
|          | Raphael Warnock              | 1,617,035  | 32.90 |
|          | Kelly Loeffler (hivatalban)  | 1,273,214  | 25.91 |
|          | Doug Collins                 | 980,454    | 19.95 |
|          | Deborah Jackson              | 324,118    | 6.60  |
|          | Matt Lieberman               | 136,021    | 2.77  |
|          | Tamara Johnson-Shealey       | 106,767    | 2.17  |
|          | Jamesia James                | 94,406     | 1.92  |
|          | Derrick Grayson              | 51,592     | 1.05  |
|          | Joy Felicia Slade            | 44,945     | 0.91  |
|          | Annette Davis Jackson        | 44,335     | 0.90  |
|          | Kandiss Taylor               | 40,349     | 0.82  |
|          | Wayne Johnson (visszalépett) | 36,176     | 0.74  |
|          | Brian Slowinski              | 35,431     | 0.72  |
|          | Richard Dien Winfield        | 28,687     | 0.58  |
|          | Ed Tarver                    | 26,333     | 0.54  |
| FÜG      | Allen Buckley                | 17,954     | 0.37  |
|          | John Fortuin                 | 15,293     | 0.31  |
| FÜG      | Al Bartell                   | 14,640     | 0.30  |
| FÜG      | Valencia Stovall             | 13,318     | 0.27  |
| FÜG      | Michael Todd Greene          | 13,293     | 0.27  |
| Összesen | Összesen                     | 4,914,361  | 100.0 |

| Párt   | Jelölt                      | Szavazatok | %      | ±%      |
| ------ | --------------------------- | ---------- | ------ | ------- |
|        | Raphael Warnock             | 2,289,113  | 51.04% | +10.00% |
|        | Kelly Loeffler (hivatalban) | 2,195,841  | 48.96% | -5.84%  |
| Összes | Összes                      | 4,484,954  | 100.0% |         |